# Aristarco di Tessalonica
Aristarco (Tessalonica, ... – I secolo) fu seguace di Paolo di Tarso che accompagnò a Roma condividendo la prigionia. Considerato il primo vescovo di Tessalonica.

## Agiografia
Aristarco, un "greco di Tessalonica" (Atti 
27:2), è stato uno dei primi cristiani di cui si hanno notizie in alcuni passi del Nuovo Testamento. Citato tre volte negli Atti degli Apostoli: la prima quando a Efeso insieme a Caio, un altro macedone, Aristarco fu coinvolto in un tumulto, sequestrato dalla folla e portato in un teatro (Atti 19,25-32); la seconda è citato come rappresentante di Tessalonica assieme a Secondo quando tornò con Paolo dalla Grecia verso l'Asia, nella colletta per Gerusalemme (Atti 20,1-4); l'ultima, prigioniero insieme a Paolo in viaggio verso Roma: a Cesarea si imbarcò con Paolo su una nave di Edremit (Adramyttium) diretto a Myra in Licia (Atti 27,1-2).
Viene ricordato due volte da Paolo stesso nelle Lettere: Aristarco è descritto come Paolo "prigioniero" (Colossesi 4:10) e "compagno operaio" (Filemone 1:24).

## Culto
Dal Martirologio Romano alla data del 4 agosto: Commemorazione di sant'Aristarco di Salonicco, che fu discepolo di san Paolo Apostolo, suo fedele compagno di viaggi e compagno di prigionia a Roma.
Nella Chiesa ortodossa orientale Aristarco è identificato come uno dei Settanta apostoli e vescovo Apamea di Siria. Egli è commemorato come santo e martire il 4 gennaio, 14 aprile e 27 settembre.